# Пися (река)
Пися (пол. Pisia) — река в Польше, в Мазовецком воеводстве, правый приток Бзуры. Протекает по Ловицко-Блонской равнине. Длина реки 58,5 км; площадь бассейна 501,4 км².
Высота устья — 81 м над уровнем моря.
Пися образуется слиянием двух рек — более длинной Пися-Гонголина (Pisia Gągolina), которая раньше называлась также Радзейувка, и более короткой Пися-Тучна (Pisia Tuczna). У обеих исток на Равской возвышенности, в окрестностях города Мщонув. Сливаются Пися-Гонголина и Пися-Тучна южнее деревни Каски.
Пися впадает в Бзуру на южной окраине города Сохачев.

## Протяжённость
Всего — 58,5 км, от истока реки Пися-Гонголина;
- 44,8 км — Пися-Гонголина
- 35,3 км — Пися-Тучна
- 13,7 км — собственно Пися, после слияния порождающих её рек

## Течение
В своём верхнем течении река представляет собой естественный водоток, сравнительно неглубокий (0,2—1 м), переменной ширины, местами меандрирующий. Её долину формируют, главным образом, пески и гравий многочисленных конусов выноса, которые образуют аллювиальные равнины с почвами легкими и легко водопроницаемыми. Долина с точки зрения геоморфология четко разделяется на три части. Её верхняя часть, до линии Хроботы — Буды-Гжибек, представляет собой моренную равнину, средняя часть, до линии Вискитки — Баранув — Издебно-Кошчельне, занимают аллювиальные равнины с зонами как больших аллювиальных конусов, так и плоского аллювия. Нижняя часть, до впадения в Бзуру, представляет собой, главным образом, плоский аллювий. Вся речная долина заполнена четвертичными отложениями, среди которых выделяется продукты оледенений Южнопольского (валунные глины, местами ленточные суглинки), Среднепольского (пески, гравий, аллювиальные почвы, супеси) и разделяющих их межледниковых отложений.
Пися-Гонголина уже давно используется человеком, вдоль её течения построены многочисленные искусственные напорные сооружения и сопутствующие им водные резервуары. Их основная функция заключается в удержании и накоплении воды в период увеличения её потока и подпитывание реки в период низкого уровня воды. Они также регулируют течение реки ниже города Жирардув. Среди наиболее важных из них можно назвать пруды в Гжегожевице и Радзейовице, а также Жирардувский разлив и купальню Хамерня в Тартаке-Бжуском. Общая площадь искусственных водоемов составляет около 120 га.

## Населённые пункты на берегах Писи (от истока к устью)

### Пися-Гонголина
- Гжегожевице
- Радзейовице
- Тартак-Бжуский
- Корытув
- Жирардув
- Вискитки

### Пися-Тучна
- Скулы
- Гжимек
- Куклувка Радзейовицка
- Якторув
- Голе
- Нова Пулапина

### Пися
- Каски (у слияния водотоков Пися-Гонголина и Пися-Тучна)
- Шиманув
- Сохачев (при впадении Писи в Бзуру)

## Притоки

### Пися-Гонголина
- Окшеша (левый)
- Вежбянка (правый)

### Пися-Тучна
- Карчунек (правый)
- Вензык (правый)
- Басинка (правый)

## Факты
- На реке Пися-Гонголина в Жирардуве разбит парк имени Кароля Августа Диттриха, на территории которого, в бывшем дворце Кароля Августа Диттриха, находится музей Западной Мазовии.
- Река Пися была одним из оборонительных рубежей Русской императорской армии в Варшавско-Ивангородской операции Первой мировой войны[3]